# ضريح الشيخ حسين إلهي
ضريح الشيخ حسين إلهي (بالفارسية: آرامگاه شیخ حسین الهی) هو ضريح تاريخي يعود إلى القرن العاشر الهجري والقرن الحادي عشر الهجري، ويقع في مقاطعة طالقان.